# Osmundus
Osmundus, chiamato anche Osmund, Asmund, o Emund (... – 1060 circa), è stato un vescovo cattolico svedese, favorito da Emund di Svezia, re svedese dell'XI secolo.

## Biografia
Il re Emund nominò Osmundus arcivescovo della Chiesa di Svezia della diocesi di Skara, probabilmente per rendere indipendente la Svezia da Adalberto di Brema, il vescovo di Brema. Con il tempo, Emund e Osmundus hanno dovuto rinunciare al progetto e la Chiesa svedese è stata nuovamente sottoposta all'arcivescovato di Brema.
A Osmundus succedette Adalvard il vecchio.